# آینه‌کاری

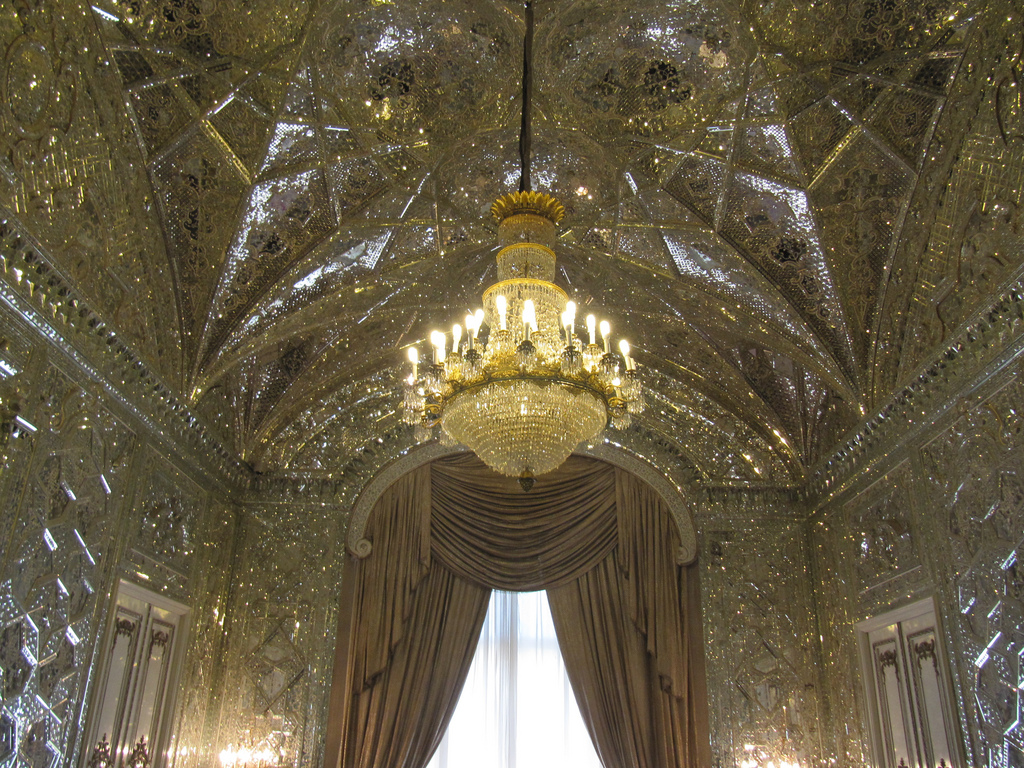
موزه سعدآباد تهران

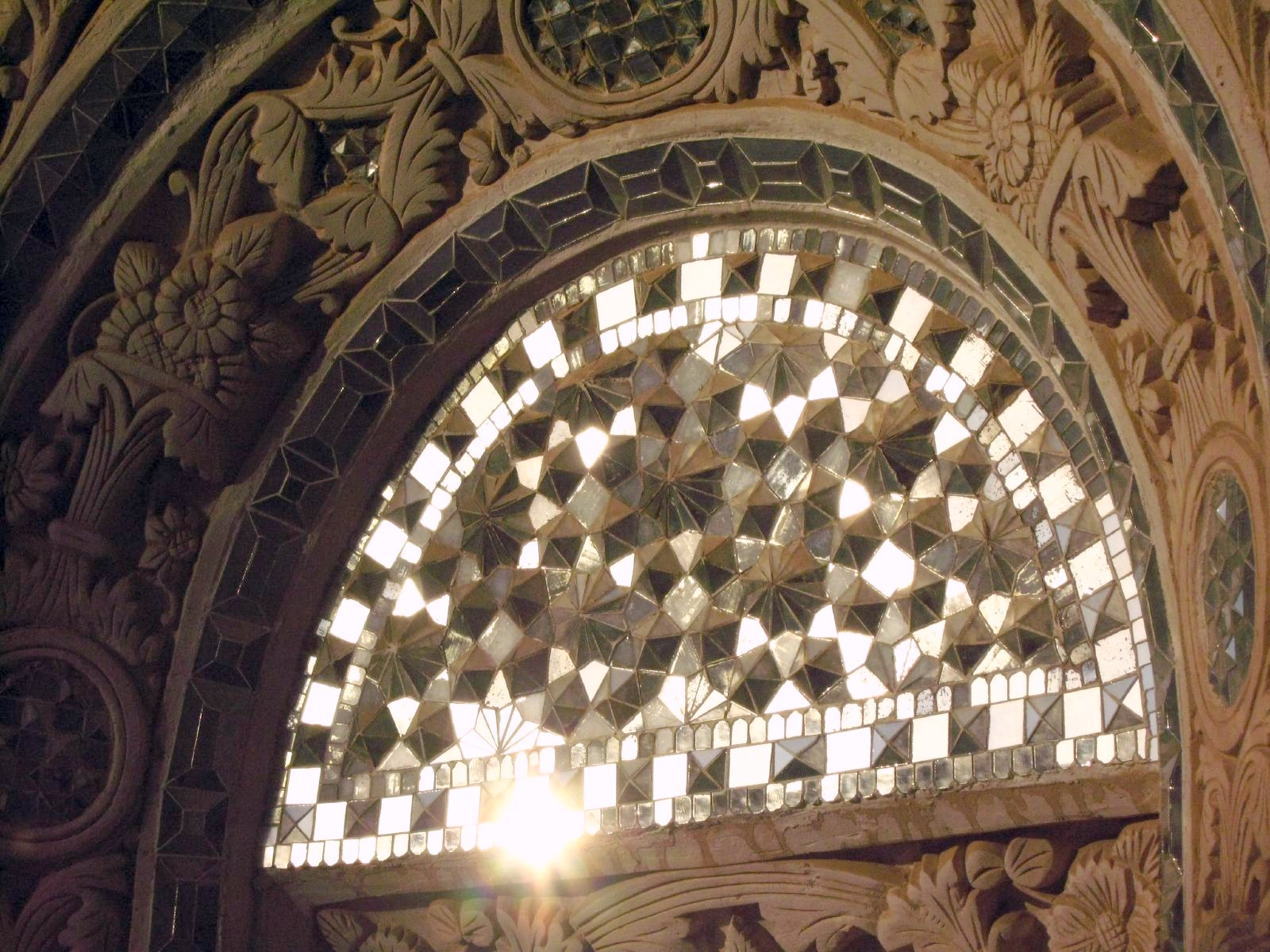
آینه کاری بر روی سر در ورودی

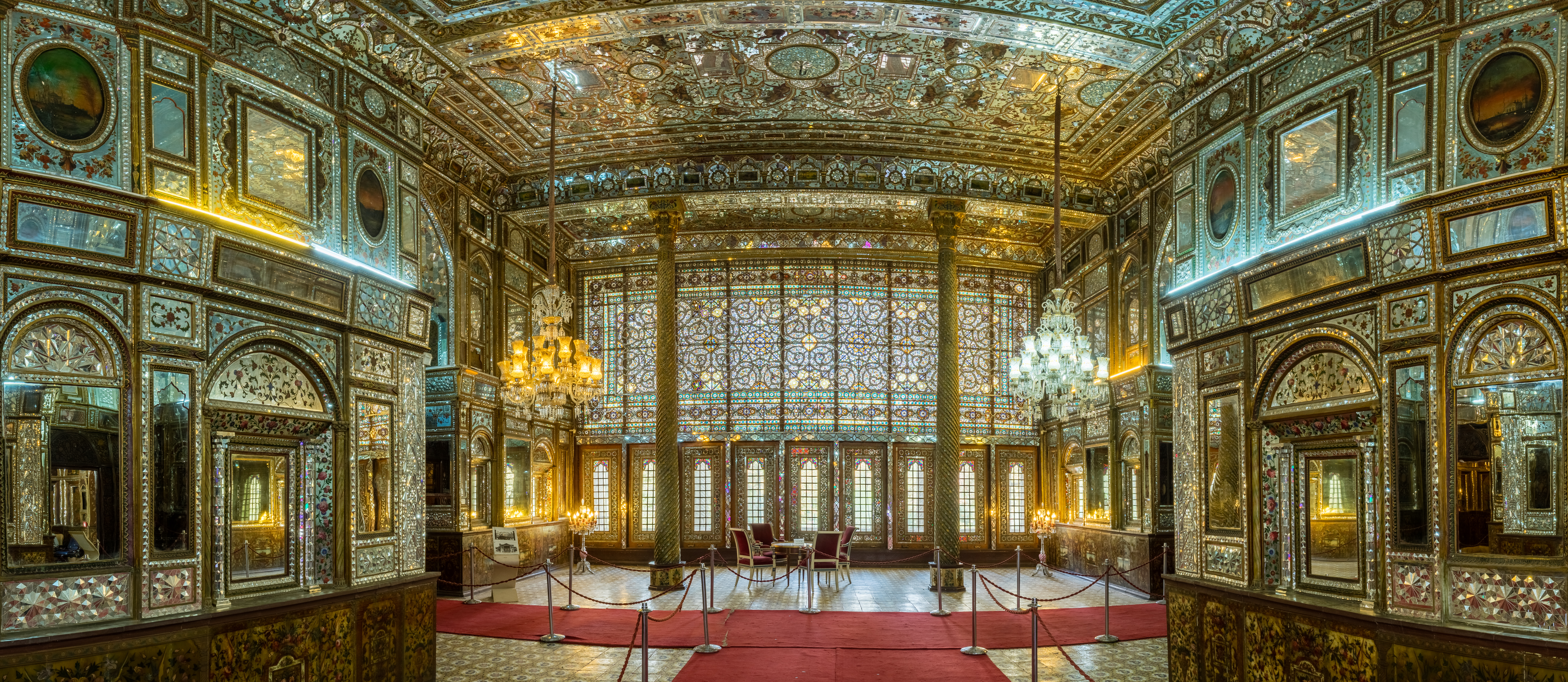
نمایی از تالار اصلی عمارت بادگیر در کاخ گلستان

آینه‌کاری نوعی تزیین داخلی بناها، با چسباندن قطعه‌های کوچک آینه به شکل‌های هندسی و گل و بته‌های مختلف است. در این رشتهٔ از هنرهای دستی، هنرمند آینه‌کار با استفاده از اینه و برش آن به اشکال متنوع، فضایی درخشان و زیبا در بناها می‌آفریند که از بازتاب نور در قطعات بی‌شمار آینه تشعشع، درخشش و زیبایی در تزیینات بناها ایجاد می‌شود و پوششی بسیار مناسب و زیبا برای تزیین بنا از نظر استحکام و دوام است.
این هنر یکی از شاخه‌های هنرهای تزیینی ایران است و از ابتکارهای ویژهٔ هنرمندان ایرانی به‌شمار می‌آید و در دوره ساسانیان رایج بوده‌است. از آیینه کاری‌های بجا مانده می‌توان بنای دیوانخانهٔ شاه طهماسب صفوی (۹۳۰–۹۸۴ق/ یا ۱۵۲۴–۱۵۷۶م) در قزوین را نام برد.
آب و آینه در فرهنگ ایرانیان نماد پاکی و روشنایی، راستگویی و صفا بوده‌اند و به احتمال زیاد کاربرد آن در معماری نیز همین معنا را دارد. علاوه بر این ریشه‌های اقتصادی آینه‌کاری را نباید فراموش کرد. در سده ۱۰هجری قمری آینه از اروپا به ویژه از ونیز به ایران وارد می‌شد و بخشی از این آینه‌ها هنگام جابه‌جایی در راه می‌شکست. هنرمندان ایرانی برای بهره‌گیری از قطعات شکسته راهی ابتکاری یافتند و از آن‌ها برای آینه‌کاری استفاده کردند و آینه‌کاری ظاهراً با کاربرد آن‌ها آغاز شد. آینه کاری در آغاز با نصب جام‌های یکپارچه آینه بر بدنه بنا شروع شد. نه تنها درون بنا بلکه دیوارهای ستون‌دار عصر صفوی نیز با آینه‌های بزرگ تزیین شد.
هنر اینه کاری بیشتر در اماکن مذهبی و ارامگاه ها چشم نوازی میکند.هنرمندان بسیاری در ایران به این شغل مشغولند که بسیاری از انها در استان اصفهان هستند.

## کاربرد آئینه‌کاری سنتی ایرانی در معماری ایران
در دوره های زند و قاجار ، این صنعت را در  قاب پنجره ها ، دیوارها ، سقف ها و ستون ها در آلاچیق ها و خانه های خصوصی ، چای خانه ها و همچنین بناهای سلطنتی و زیارتگاه ها اعمال می کردند. مجموعه حرم زیارتی شاه چراغ در شیراز ،دارای کاربرد گسترده ای از آینه کاری است. همچنین به عنوان در طراحی نما ی خارجی و  در آستانه نیمه گنبدی که ورودی تالارها ، حیاط ها ، باغ ها و استخرهای منعکس کننده را نشان می دهد ، به نظر می رسد  که از این هنر کمال استفاده را برده اند .
اولین ظهور هنر آینه کاری سنتی در معماری ایران در تزئین ایوان خانه شاه طهماسب صفوی در قزوین بود.
از این هنر برای تزئین کاخ ها و عمارت های سلطنتی بسیار استفاده می شد. زیباترین و معروف ترین این کاخ ها
“آنه خانه” (آینه خانه) در اصفهان بود زیرا از آینه های بسیار زیادی برای تزئین فضای داخلی این کاخ استفاده شده است. آیینه کاری سنتی روی سقف ، ستون ها و دیوارهای ایوان و سالن پذیرایی اصلی با تکه های کوچک آینه انجام شده بود.

## ابزار و مواد کار آینه‌کاری
مصالح و مواد مورد استفاده در هنر آینه کاری عبارتند از: آینه چسب یا بُنکس (در اصطلاح چسب چوب را گویند)، سریش و گچ نرم. ابزارهایی که در هنر آینه کاری استفاده می‌شوند عبارتند از: قلم طراحی، خط‌کش چوبی برای خط اندازی روی شیشه، میز زیر دست، الماس آینه بر و تنها ابزاری که در نصب آن به کار برده می‌شود کاردک است.

## شیوه اجرای کار در آینه‌کاری

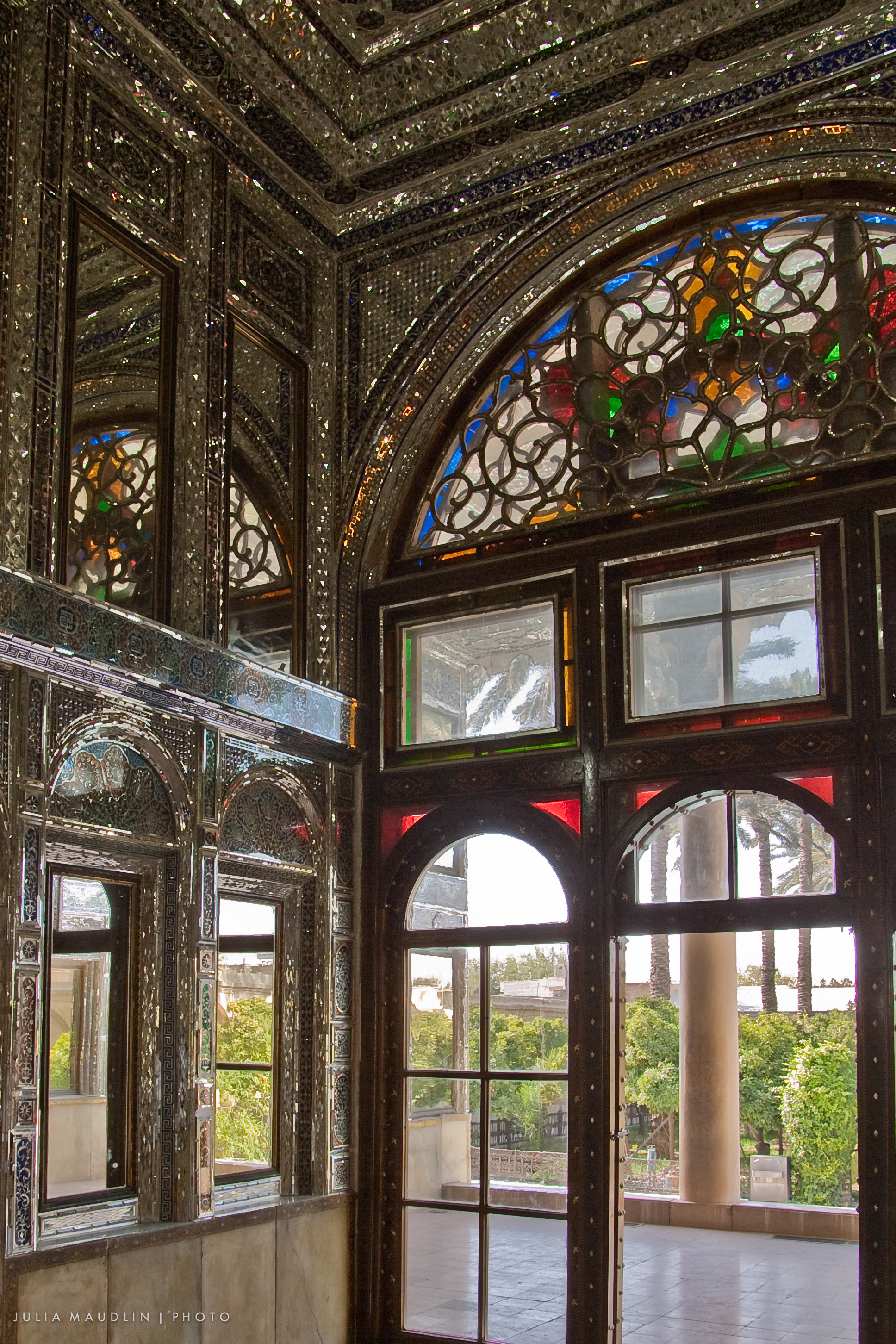
تالار آینه باغ نارنجستان قوام

این گونه‌است که نخست، طرح مورد نظر توسط طراح، معمار یا شخص آینه کار آماده می‌شود سپس کاغذ طراحی شده را سوزنی می‌کنند و برسطح کار می‌گذارند و روی آن گرده زنی می‌کنند.
پس از آن از روی طرحی که به وسیله گرده بر دیوار منتقل شده، هنر آینه کاری را به وسیله چسباندن قطعات آینه روی دیوار با گچ و سریش به انجام می‌رسانند.
در سطوح آینه کاری زمینه کار دارای نقوش یا خطوط برجسته یا فرورفته‌است زمینه کار توسط یک فرد گچ‌بر مشابه طرح آینه کاری آماده شده، سپس قطعات آینه به وسیله آینه بر یا آینه کار در اندازه و اشکال مورد نظر با الگویی مقوایی برش داده شده (بدون آنکه آن‌ها را از هم جدا سازند) آماده می‌شود.
آن گاه آینه چسبان به وسیله خمیری که مرکب از گچ و سریش است قطعات آینه را براساس طرح به وسیله فشار آوردن دست به محل برش آن‌ها روی گچ کشته بر سطح کار می‌چسباند و با فشار دست برجستگی و فرورفتگی مورد نظر را ایجاد می‌کند، سپس نقوش دلخواه و مورد نظر را پدیدار می‌سازد در پایان آینه پاک کن سطح کار را پاک کرده، براق می‌کند.
اجرای طرح روی کاغذ پس از تشخیص ابعاد و تقسیم‌بندی گره محاسبه می‌شود سپس هر گره را در خود خرد کرده و به وسیله آینه‌های حمیل یک سانتیمتری که در اطراف نقش گره چسبانده می‌شود، گره اصلی نمایان می‌شود.
در داخل لقاط گره نقوش ویژه طراحی شده مثل نقوش اسلیمی، گل و برگ و پرنده و غیره را اجرا می‌کنند و افزون بر آن قسمت آینه بری به وسیله آینه‌های رنگی و برش آینه به صورت محدب که به نام کُپ بری (آینه محدب) معروف است، طرح لازم را آماده کرده و به عنوان مثال در طرح درخت انگور الوان، سیاه و یاقوتی که هم رنگ و هم ابعاد آن مشخص است، شبیه اصل درخت طراحی می‌کنند و آینه محدب را بر اساس طرح آماده با گچ بر سطح کار می‌چسبانند.
سپس لایه گچ نرم در قطر حدود سه میلی‌متر بر آخرین سطح بر جسته مالیده می‌شود و پس از آن شیشه‌های محدب ساخته شده را خرد کرده و با انواع آینه‌های رنگی به کار می‌برند.
در مورد طرح‌های گیاهی و اسلیمی و قواره سازی، مانند معرق‌کاری برای تمام نقوش، الگو تهیه کرده و پس از برش آینه با الماس، به کمک سنگ، لبه‌های آن را گرد می‌کنند.
ضخامت مطلوب آینه برای آینه کاری یک میلی‌متر است، اما تا ضخامت دو میلی‌متر یا بیشتر نیز به کار برده شده‌است. از آنجا که واردات آینه گران‌قیمت و شکننده بود، استادکاران ایرانی از مدت‌ها پیش به ساخت آینه‌های قلع و سیمابی می‌پرداختند.
بعدها جیوه دادن آینه تغییر کرد و آب مقطر و «نیترات دراژن» (سنگ جهنم) به کار بردند. این آینه چندان که باید شفاف نبود، از این رو در عمده آستانه‌ها و اماکن متبرکه آینه‌های بلژیکی به کار برده شده‌است.

## آینه‌کاری مدرن

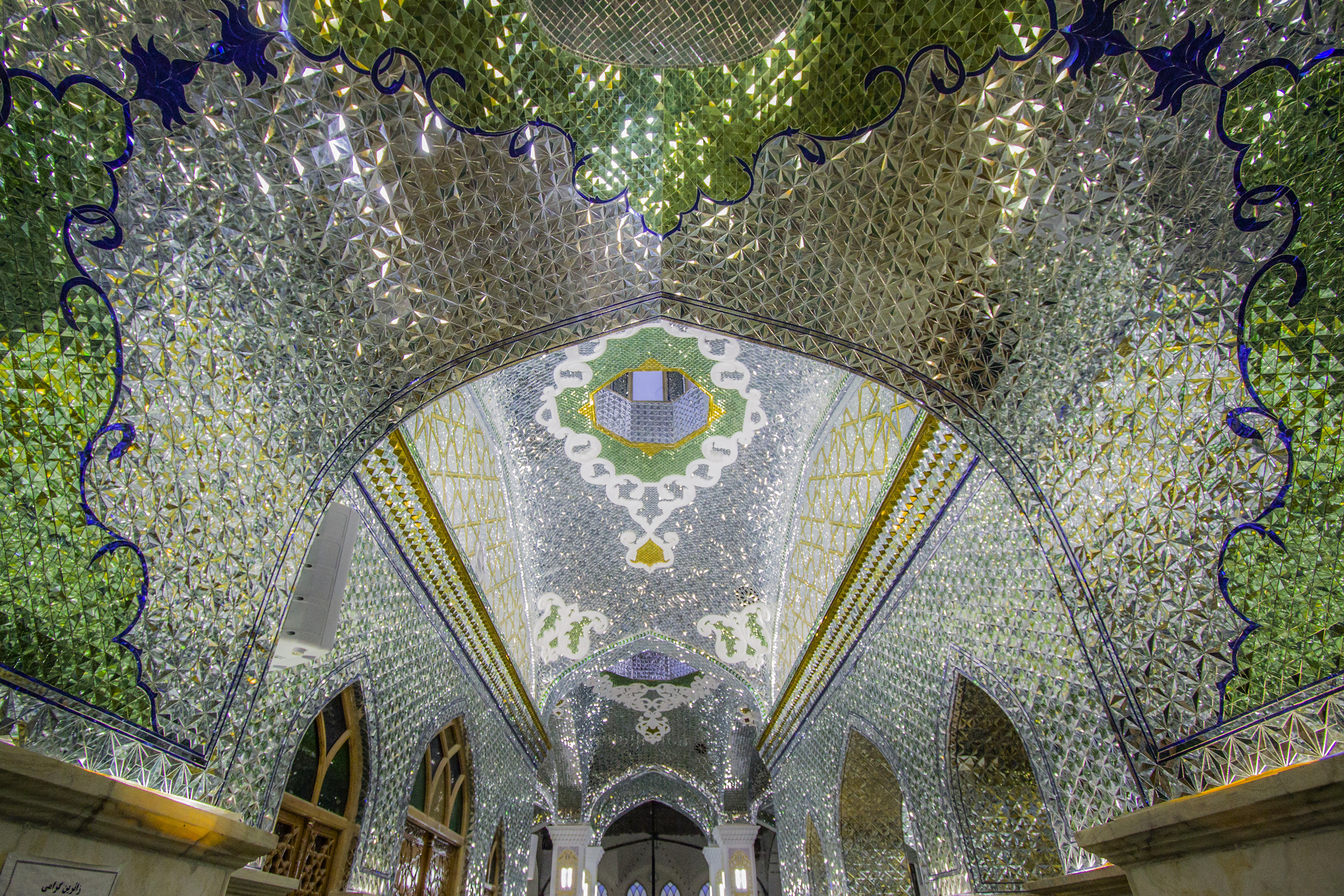
آینه کاری امامزاده سلطان محمد باقر در مشهد اردهال

برای آینه کاری نمودن از عناصری و مصالحی همچون سریش قلم طراحی گچ نرم آینه چسب استفاده می‌کنیم.
از لوازم و تجهیزات ذیل می‌توان برای آینه کاری استفاده کرد: خط‌کش چوبی میز زیردستی الماس آینه کاردک قلم طراحی از آینه کاری اکثراً در چه جاهایی استفاده می‌کنیم؟
بر روی دیوار بر روی سقف آینه کاری طرح‌ها و گونه‌های مختلفی دارد که شامل: آینه کاری جورچین آینه کاری لوزی آینه کاری مدرن آینه کاری کلاسیک آینه کاری گل و بوته آینه کاری هندسی آینه کاری آنتیک آینه کاری حجمی و آینه کاری کهنه‌کاری می‌شوند.

## مدل‌های متنوع آینه کاری

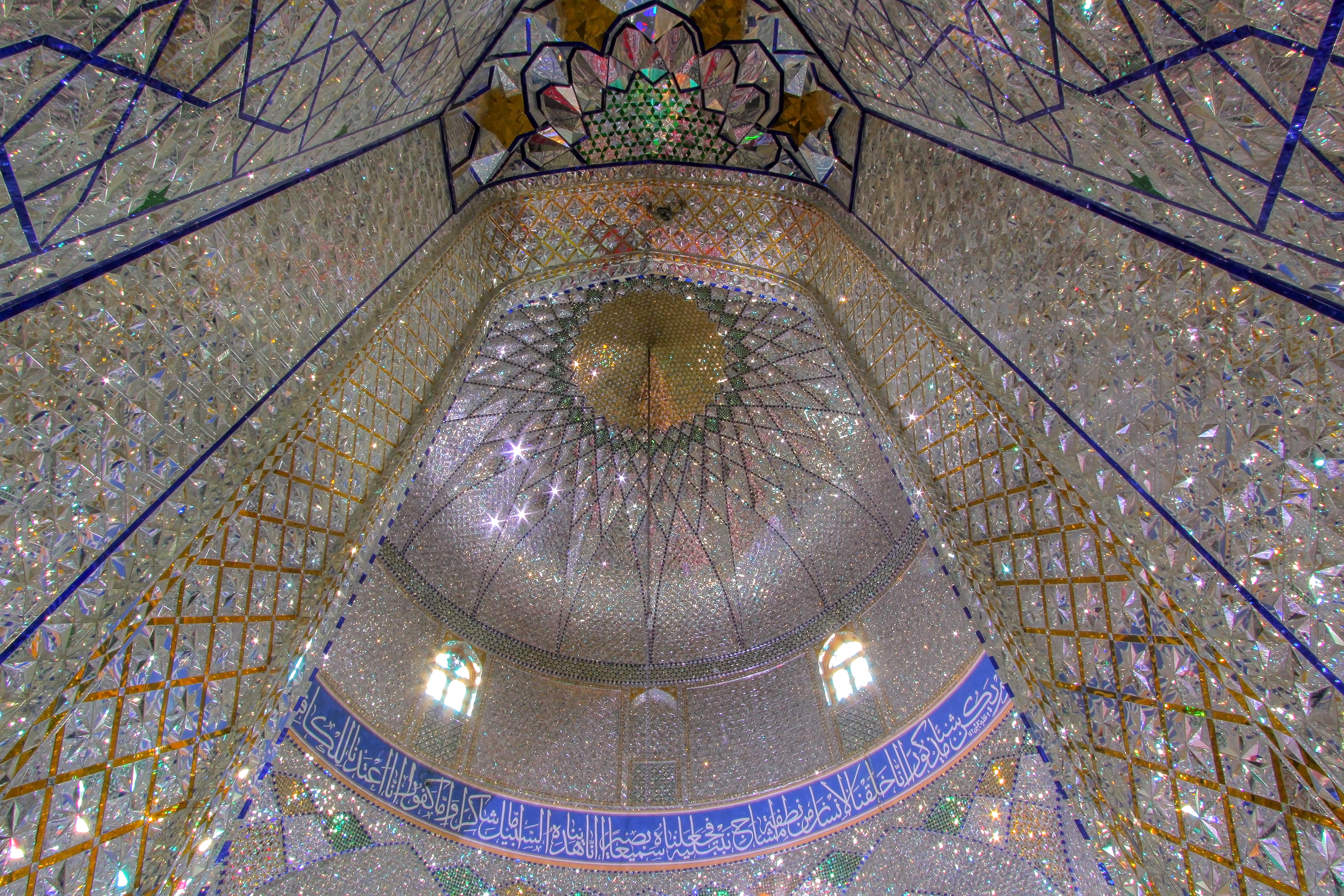
آینه کاری مدرن امامزاده جمال الدین در قم

مدل‌های متنوع آینه کاری هم شامل: لوزی مربع قطری دایره ای شکل‌های هندسی جورچین (مربع و مستطیل نامنظم) هستند.
آینه کاری را می‌توانیم بر روی دیوار گچی دیوار سیمانی دیوار رنگ روغن دیوار کاه گل دیوار فلزی دیوار MDF دیوار سرامیکی دیوار سنگی دیوار چوبی و انجام بدهیم بکارگیری آینه در داخل خانه موجب می‌شود تا درون خانه بزرگتر نشان داده شده و در نتیجه زیباتر شود.
و هم چنین موجی از انرژی مثبت در خانه به راه افتد پس از این که منزل آینه کاری شد با توجه به مقدار کثیفی درست کردن شده بر روی آینه‌ها اگر کثیفی چربی باشد با ترکیب مقداری سرکه و آب که به آینه می‌مالیم آن را از بین می‌بریم و اگر کثیفی فقط در حد غبار باشد.
با آب هم می‌شود آن را از بین برد برای آینه کاری می‌بایست از مخلوطی از پودر سنگ علاوه بر سیمان سفید یا سیاه استفاده نمود که برای چسباندن و همبستگی بین قطعات باهم استفاده می‌شود برای این مخلوط آینه کاری نسبت‌های ۱ به ۳ را انتخاب می‌کنیم به این معنی که مخلوط سیمان تنها ۱ واحد و پودر سنگ هم ۳ واحد خواهد بود.

## مخلوط آینه‌کاری

نگاره‌ای از سقف آینه‌کاری شده در یکی از شبستان‌های حرم فاطمه معصومه در شهر قم، ایران.

این مخلوط به شکل آماده شده هم در بیرون فروخته می‌شود که می‌توان آن را تهیه کرد این مخلوط را می‌بایست خیلی دقیق لابلای آینه‌ها مالید و بعداً آینه‌ها را برای آینه کاری بهتر پاک کرد.
روش دیگری هم برای تهیه پودر مخصوص آینه کاری وجود دارد که در آن از سه قاشق غذاخوری پودر مل و یک قاشق چایخوری رنگ پودری استفاده می‌کنیم می‌توانیم از یک قاشق سیمان سفید هم در گونه در دسترس بودن استفاده نمائیم.
چرا که مقاومت و استحکام بالاتری دارد اینها را با هم به خوبی ترکیب می‌کنیم و درزها را با آن به‌طور کامل پر می نمائیم خانه افراد از مجموعه ای از فضاها تشکیل شده می‌باشد که در این بین برترین جا برای قرار دادن آینه هال می‌باشد.
اکثر مهمانان در این اتاق حاضر هستند و به همین دلیل آینه کاری در این اتاق خیلی به چشم می‌آید می‌توانیم پایان دیوار را آینه کاری کنیم یا این که تنها بخشی از دیوار را انگار که در آن اثری هنری یا نگاره ای گذاشته باشیم آینه کاری کنیم.
برای اینکه آینه کاری‌ها پررنگ تر دیده شوند می‌توانیم از کاغذ دیواری هم استفاده کنیم می‌توانیم برای قسمت بندی نمودن خانه یا به اصطلاح پارتیشن‌بندی خانه‌ها هم از آینه استفاده نمائیم.

### تزیین دیوارها
برای تزئین دیوارهای راهروها هم می‌توانیم از آینه کاری استفاده نمائیم می‌توانیم در جلوی درب خانه آینه نصب کنیم تا باعث هر چه بیش جذاب شدن آن شده و خانه را به فضایی دلنشین تبدیل بکند.
برای این که فضای خانه بیش مورد پسند همگان قرار بگیرد معمولاً رایج می‌باشد که از آینه کاری استفاده می‌کنیم به دلیل این که آینه کاری خانه‌مان جلوه زیباتری داشته باشد می‌توانیم در جلوی آینه‌ها میز و صندلی قرار بدهیم تا با انعکاس نور منظره زیباتری داشته باشیم.

## نگارخانه

آینه‌کاری در نزدیکی ضریح اصلی در حرم فاطمه معصومه
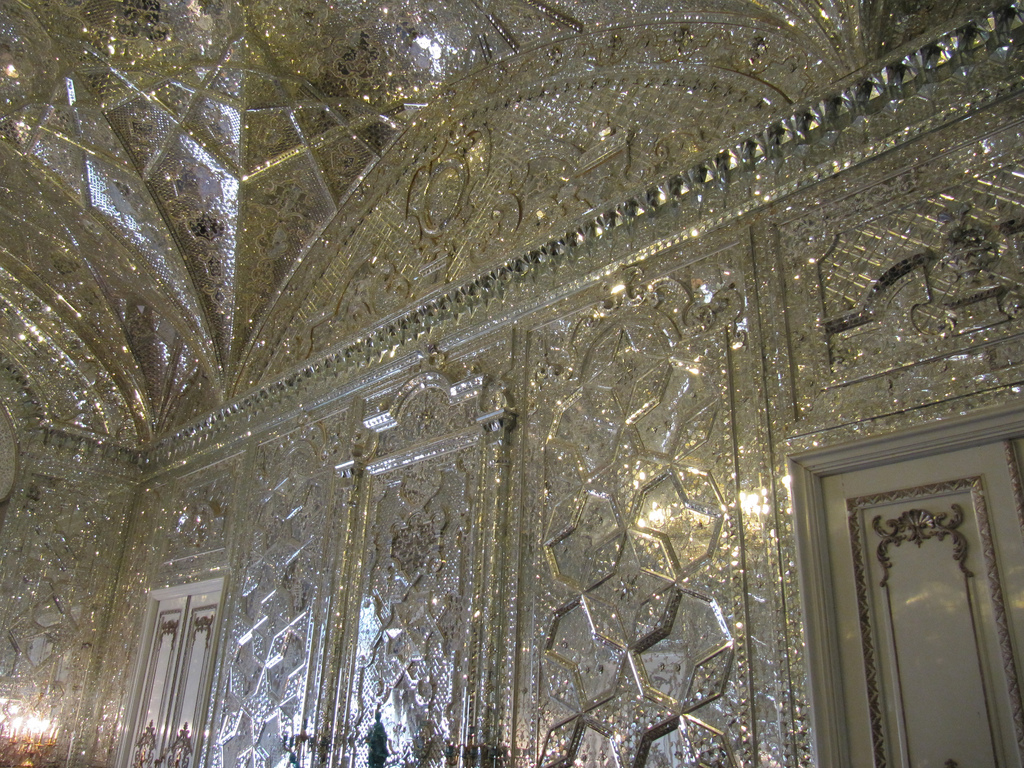
موزه سعدآباد تهران
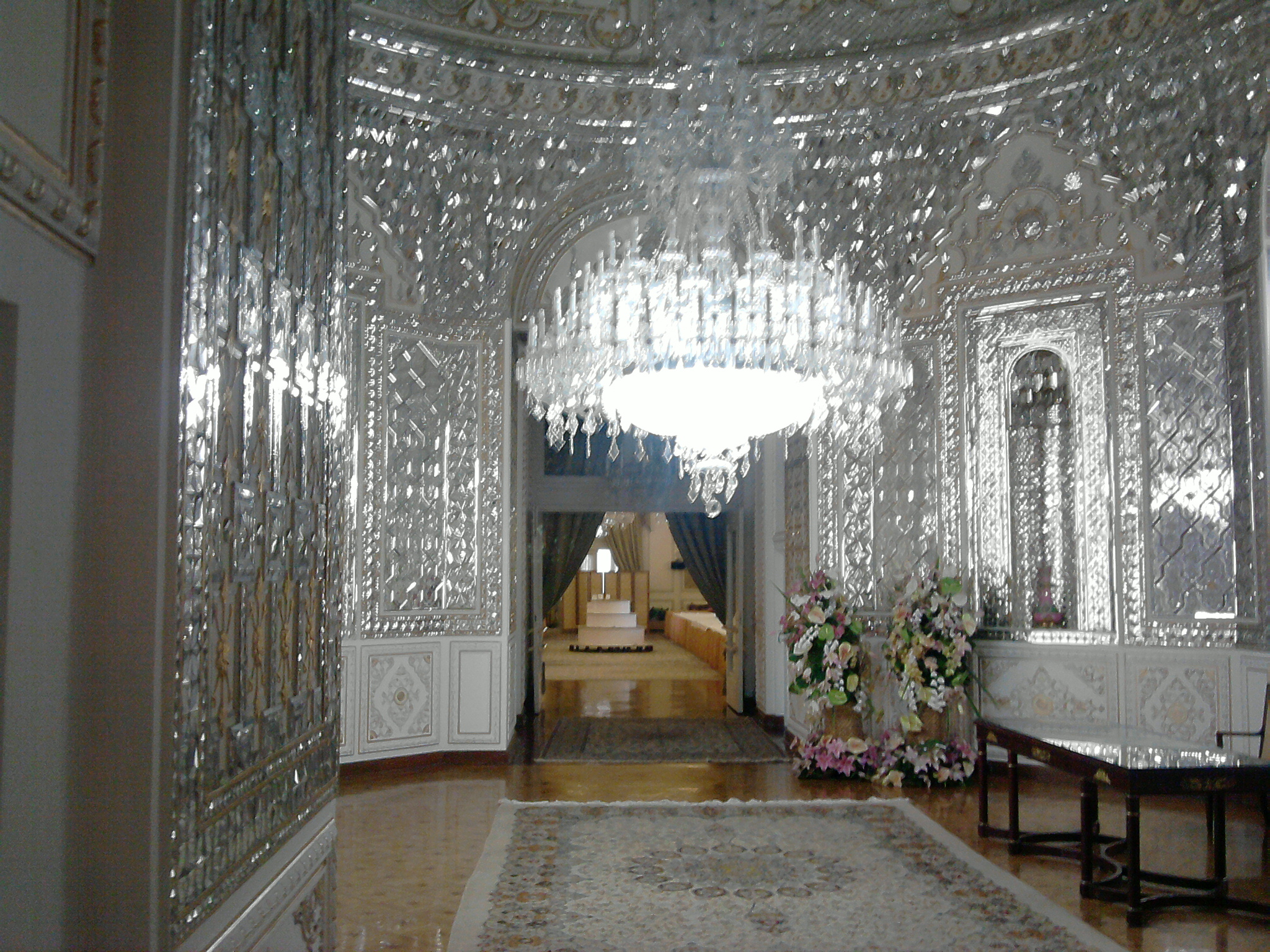
سالن آینه کاری وزارت خارجه ۱۳۳۰
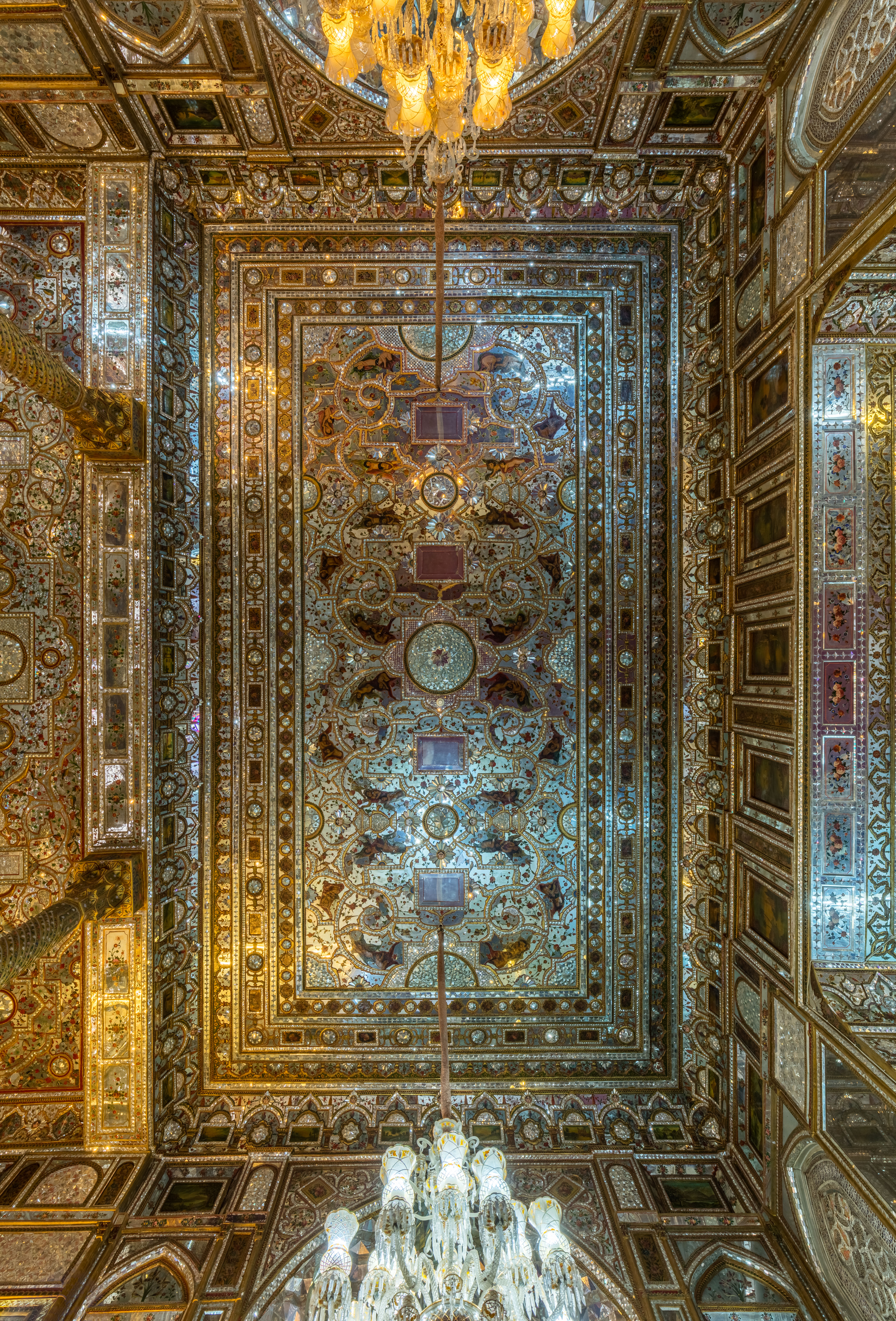
سقف تالار عمارت بادگیر در کاخ گلستان